# ملكة جمال الدولية 2017
ملكة جمال الدولية 2017، هي مسابقة ملكة جمال الدولية السابعة والخمسين في تاريخ مسابقة ملكة جمال الدولية منذ انطلاقتها عام 1960، عقدت مسابقة في 14 نوفمبر 2017 في مدينة طوكيو دوم في طوكيو، اليابان. في نهاية الحدث، توجت كيفن ليليانا من اندونيسيا من قبل كيلي فيرزوسا من الفلبين. استضاف المسابقة تيتسويا بيسو في السنة الرابعة على التوالي من مسابقة ملكة جمال الدولية. وأمي أوتا، هذه هي المرة الثانية في تاريخ مسابقة ملكة جمال الدولية التي تتوج فيها الوصيف برؤية الفائزات الخمسة الأوائل في العام الماضي. هذه هي المرة الأولى التي تفوز فيها إندونيسيا بمسابقة ملكة جمال الدولية، وهي واحدة من مسابقة ملكة الجمال الأربعة الكبرى.

## النتائج

### المراكز النهائية
| النتائج النهائية       | المتنافسة |
| ---------------------- | --- |
| ملكة جمال الدولية 2017 | - أندونيسيا - كيفن ليليانا |
| الوصيفة الأولى         | - كوراساو - شانيل دي لاو |
| الوصيفة الثانية        | - فنزويلا - ديانا كروس |
| الوصيفة الثالثة        | - أستراليا - أمبير دو |
| الوصيفة الرابعة        | - اليابان - ناتسوكي تسوتسوي |
| أفضل 8                 | - الإكوادور - جوسلين ميليس - لاوس - فونيزوب فونيوثا - المملكة المتحدة - اشلي باول |
| أفضل 15                | - فنلندا - بهلا كيوفونيمي - غانا - دانييلا أكورفا اوما - هندوراس - فانيسا فيلارز - بنما - دارليس سانتوس - سلوفاكيا - بترا فاراليوفا - جنوب أفريقيا - تايلا سكاي روبنسون - تايلاند - راتيابورن تشوكيو |

### ملكات القارات
| الجائزة                      | المتنافسة                     |
| ---------------------------- | ----------------------------- |
| ملكة جمال إفريقيا الدولية    | - غانا - دانييلا أكورف أووم   |
| ملكة جمال أمريكا الدولية     | - بوليفيا - كارلا مالدونادو   |
| ملكة جمال آسيا الدولية       | - كوريا - سونغ وو نام         |
| ملكة جمال أوروبا الدولية     | - المملكة المتحدة - اشلي باول |
| ملكة جمال أوقيانوسيا الدولية | - نيوزيلندا - ميشيل ايسمينغر  |

## الروابط الخارجية
- موقع ملكة جمال الدولية الرسمي